# Томская мужская гимназия
Губернская мужская гимназия в Томске — среднее учебное заведение в Российской империи. Существовала с 1838 по 1920 годы.

## История

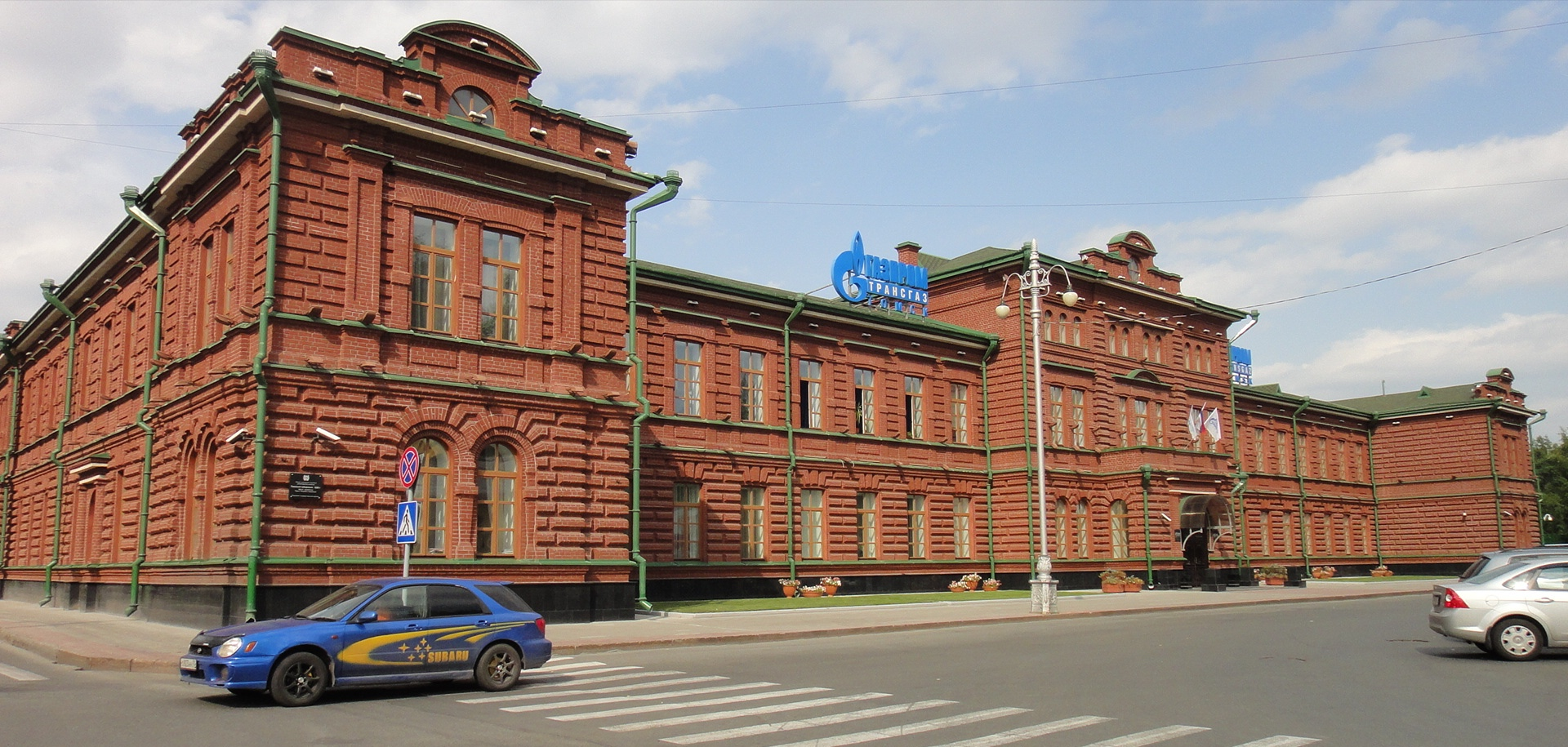
Здание губернской мужской гимназии города Томск. Ныне здание занимает ООО «Газпром трансгаз Томск» (современный адрес пр. Фрунзе, д. 9)

Высочайшим указом 8 декабря 1828 года Государь Император Николай I повелел открыть гимназию в каждом губернском городе.
Открытие гимназии в Томске состоялось 10 декабря 1838 года. Целью гимназии была подготовка государственных служащих и учителей школ.
Первым директором стал Иван Григорьевич Новотроицкий.
По первому набору в гимназию приняли 25 учеников, спустя 6 лет (1844) состоялся первый выпуск — 6 человек. Курс гимназии составлял 7 (с 1871 года — 8) лет. Зачисление проводилось по итогам вступительных экзаменов. Перевод в следующий класс также осуществлялся по итогам переводных экзаменов. Обучение было платным. При гимназии существовали стипендии — имени Императора Николая I, имени Б. И. Сциборского.
Первым зданием для гимназии служил бывший дом купчихи Е. Хлебниковой (современный адрес — проспект Ленина, 129 / Совпартшкольный переулок, 11 — объект культурного наследия № 7000165000). С 1885 года часть занятий проходила в здании Томского университета. В 1897 году по проекту томского архитектора Павла Нарановича было построено здание специально для гимназии.

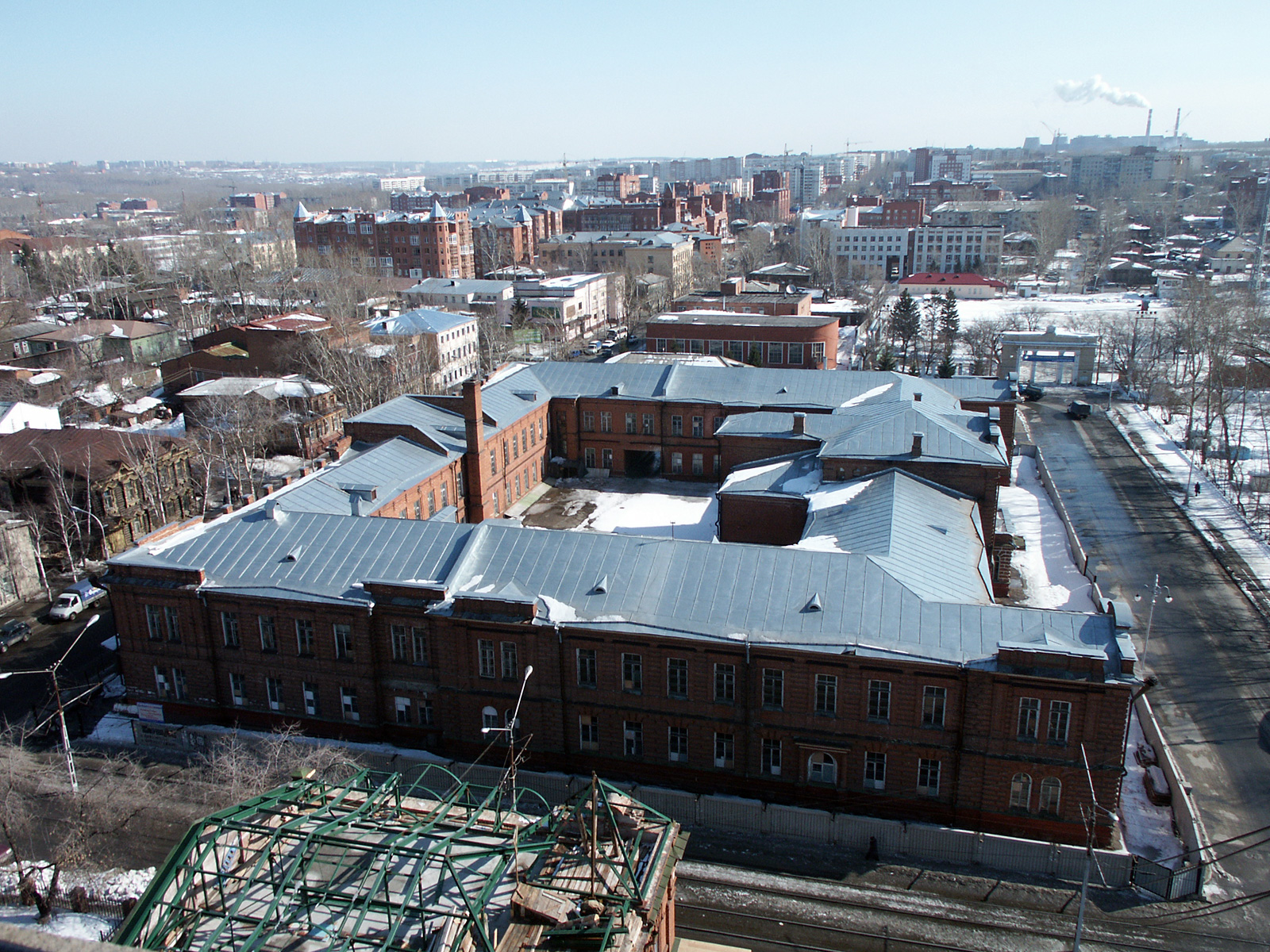
Томская мужская гимназия. Вид сверху. 2003 год

В губернскую гимназию принимали только мальчиков. Когда в городе появилась женская (Мариинская) гимназия (1863), губернскую стали называть Томской мужской гимназией.
Программа обучения включала Закон Божий, русский язык, древние языки (латинский и, до 1901 года, греческий), историю, математику, физику, географию, космографию, логику, французский и немецкий языки, законоведение (которое преподавал член Томского окружного суда) и такой не совсем теперь понятный нам предмет — философскую пропедевтику. Собственная гимназическая библиотека насчитывала до 15 000 томов и являлась одной из лучших в городе. При гимназии была своя церковь.
Педагогический состав быстро менялся, часты были прошения учителей об освобождении от должности по причине ослабления их здоровья из-за суровости местного климата.
Одним из директоров гимназии был Иван Кузьмич Смирнов (?—1912) — отец учёного-археолога Я. И. Смирнова.
Попечителями гимназии были И. Д. Асташев и Е. И. Королёв.
В 1917 году в гимназии обучалось 560 учеников.
1 января 1920 года была расформирована.

## Известные воспитанники
Анатолий Александров (1906, с золотой медалью)

Сергей Александровский (1907, курса не окончил)

Николай Баранский (1899, с золотой медалью)

Валентин Булгаков (1906, с золотой медалью)

Бронислав Верниковский (1917)

Александр Вознесенский

Пётр Вологодский (1884)

Борис Ган (1903, с серебряной медалью)

Иннокентий Геблер (1905)

Николай Гриценко

Пётр Головачев

Сергей Голубин (1889)

Дмитрий Зверев

Порфирий Казанский (1903)

Василий Каруцкий (1918)

Александр Квятковский (1870)

Николай Котов

Александр Кошурников

Иван Кущевский

Николай Лузин (1901)

Александр Мако (1869)

Ярослав Николаев (?)

Виктор Пепеляев

Константин Рашевский (1892, с серебряной медалью)

Филолог Рудаков (1844, первый выпуск)

Александр Тимофеевский (1905, с золотой медалью)

Николай Наумов (курса не окончил)

Василий Осипанов (1880, перешёл в Красноярскую гимназию)

Венедикт Хахлов (1912)

Михаил Черемных

Василий Штильке (1870)

Николай Ядринцев (курса не окончил)

## Известные педагоги
- Бакай, Николай Никитович (директор, 1908—1918)
- Бобов В. К. (математика)
- Бильдинский, Пётр Васильевич (директор)[3]
- Вяткин П. М. (словесность)
- Кошаров, Павел Михайлович (рисование и чистописание, 1854—1877)
- Кузнецов, Дмитрий Львович (словесность, 1858—1865)
- Курочкин, Иван Михайлович (с 1884 древние языки; директор 1.6.1886—13.7.1902)[4]
- Лалетин К. А. (греческий язык)
- Мисюрев, Антонин Александрович
- Муретов, Иван Дмитриевич (директор)
- Рудаков, Филолог Васильевич (законоведение, 1849—1862, директор 1862)[5]
- Сирен Р. К.
- Сциборский, Борис Иванович (директор, 1880—1884)
- Фадеев, Владислав Константинович (строительное дело, 1859—1860-е)[6]